# Bad Goisern am Hallstättersee
Bad Goisern am Hallstättersee is een gemeente in de Oostenrijkse deelstaat Opper-Oostenrijk, gelegen in het district Gmunden (GM). De gemeente heeft ongeveer 8500 inwoners.

## Geografie
Bad Goisern am Hallstättersee heeft een oppervlakte van 113 km². Het ligt in het centrum van het land. De gemeente ligt in het zuiden van de deelstaat Opper-Oostenrijk, niet ver van de deelstaten Stiermarken en Salzburg.

## Sport
Jaarlijks wordt in het tweede weekend van juli de Salzkammergut Trophy verreden. Dit is een mountainbike-marathon van ruim 200 kilometer met zo'n 7000 meter hoogteverschil. Daarnaast zijn er MTB-wedstrijden van verschillende, kortere lengtes, waaronder ook een gravelkoers.

## Geboren
- Jörg Haider (1950-2008), politicus
- Ursula Haubner (*1945), politica, zuster van voorgaande
- Wilfried Scheutz (1950-2017), zanger

## Foto's

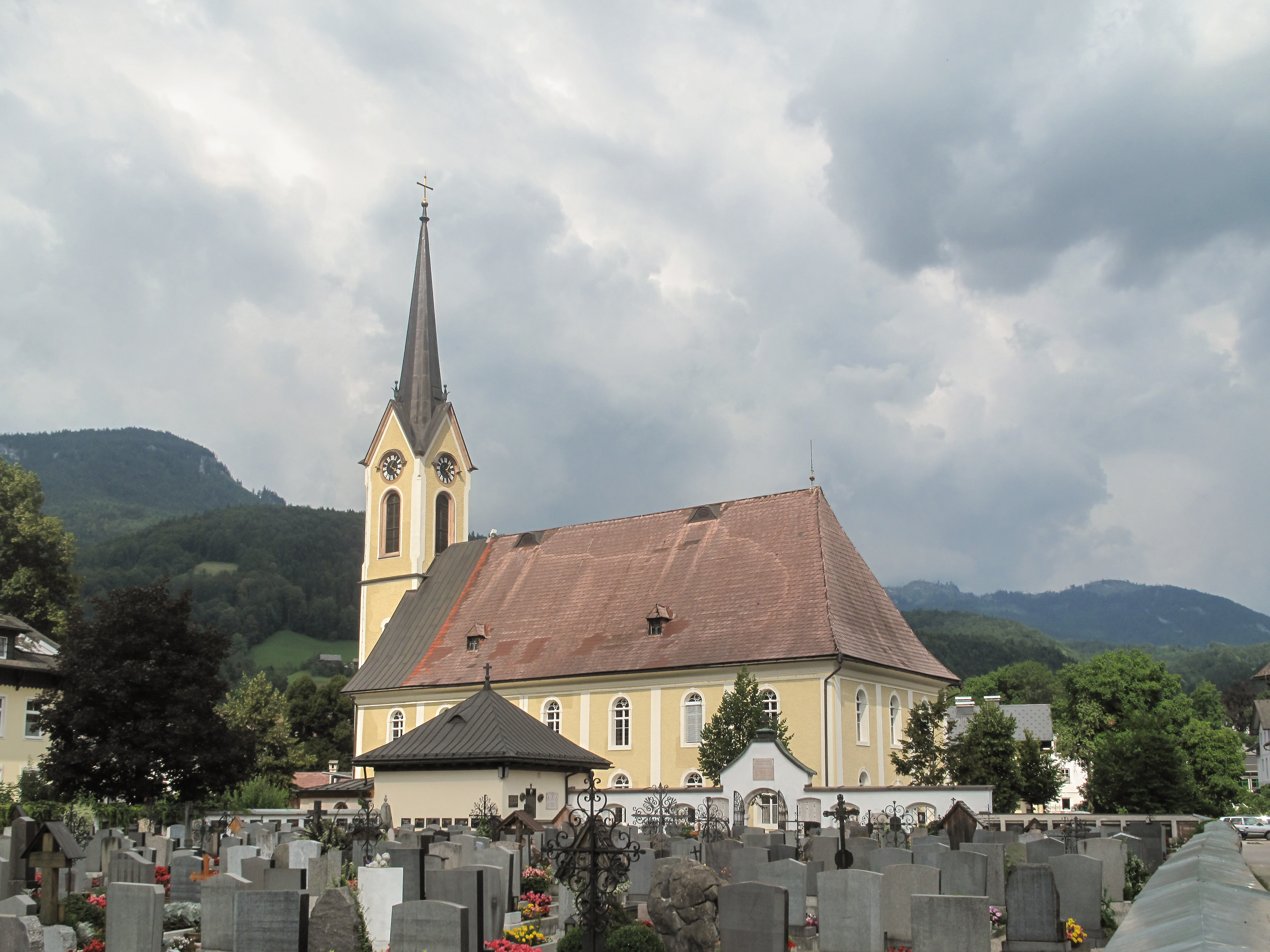
Bad Goisern, kerk
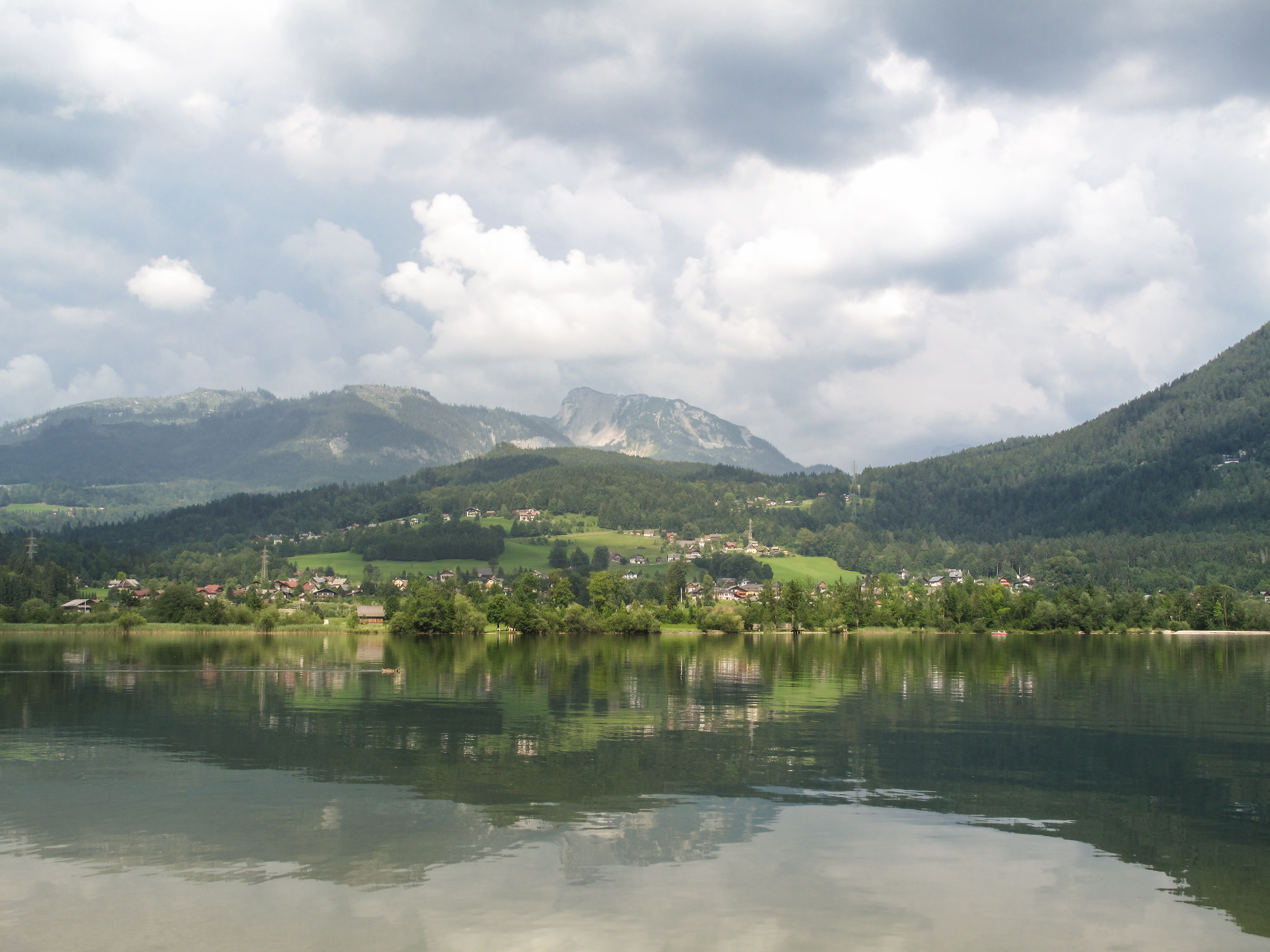
Untersee, dorpszicht

Altmünster · Bad Goisern am Hallstättersee · Bad Ischl · Ebensee am Traunsee · Gmunden · Gosau · Grünau im Almtal · Gschwandt · Hallstatt · Kirchham · Laakirchen · Obertraun · Ohlsdorf · Pinsdorf · Roitham am Traunfall · St. Konrad · St. Wolfgang im Salzkammergut · Scharnstein · Traunkirchen · Vorchdorf
- Gemeinsame Normdatei: 4021506-4
- MusicBrainz: 2697e760-38b2-4771-b12e-ee0dce6f4f99
- Virtual International Authority File: 316739931